# El oro de los incas
El oro de los incas es una novela de Clive Cussler, publicada en 1994. Con ella llegan a doce los libros protagonizados por el ingeniero y aventurero Dirk Pitt.

## Argumento
En 1578, el legendario corsario al servicio de Inglaterra sir Francis Drake captura un galeón español con un cargamento de oro y plata de origen inca y descubre un tesoro de incalculable valor. El galeón de Drake zozobra y solo un hombre logra sobrevivir. Cuatro siglos más tarde, Dirk Pitt salva la vida a unos arqueólogos que investigan unas misteriosas ruinas en los Andes de Perú. A raíz de ello, se ve arrastrado a descubrir los secretos  de una civilización perdida y luchar contra una peligrosa organización criminal.